# Friedrich Nietzsche
Friedrich Wilhelm Nietzsche (15. října 1844 Röcken u Lützenu poblíž Lipska – 25. srpna 1900 Výmar) byl německý filosof, klasický filolog, básník a skladatel (i když jeho poezie a hudební kompozice byly zastíněny jeho pozdějšími filosofickými spisy).
Jako výborný student se už v roce 1869 stal profesorem klasické filologie na univerzitě v Basileji, ale roku 1879 musel ze zdravotních důvodů školu opustit. Následujících 10 let strávil na cestách po Evropě, kde napsal většinu svých velkých děl. V lednu 1889 v Turíně se nervově zhroutil a zbytek života strávil v polovědomém stavu jako duševně nemocný (chronická demence).
Nietzsche byl ovlivněn mladohegelovci (Ludwig Feuerbach, Bruno Bauer, David Strauss aj.), řeckou filosofií a dílem Arthura Schopenhauera a Richarda Wagnera, s nimiž se ale později rozešel. Sepsal řadu filosofických děl, která měla velký vliv na myšlení 20. století. Jeho hlavním tématem byla ostrá kritika evropského myšlení, zejména platónské tradice a křesťanské morálky, jimž Nietzsche vytýkal, že se staví proti síle tvořivého života a nakonec vedou k nihilismu. Jeho často aforisticky pojednávaná témata „smrti Boha“, „vůle k moci“ a „nadčlověka“ jsou dodnes předmětem diskusí a polemik. Jeho nejznámějším spisem je Tak pravil Zarathustra.

## Život

### Mládí (1844–1869)

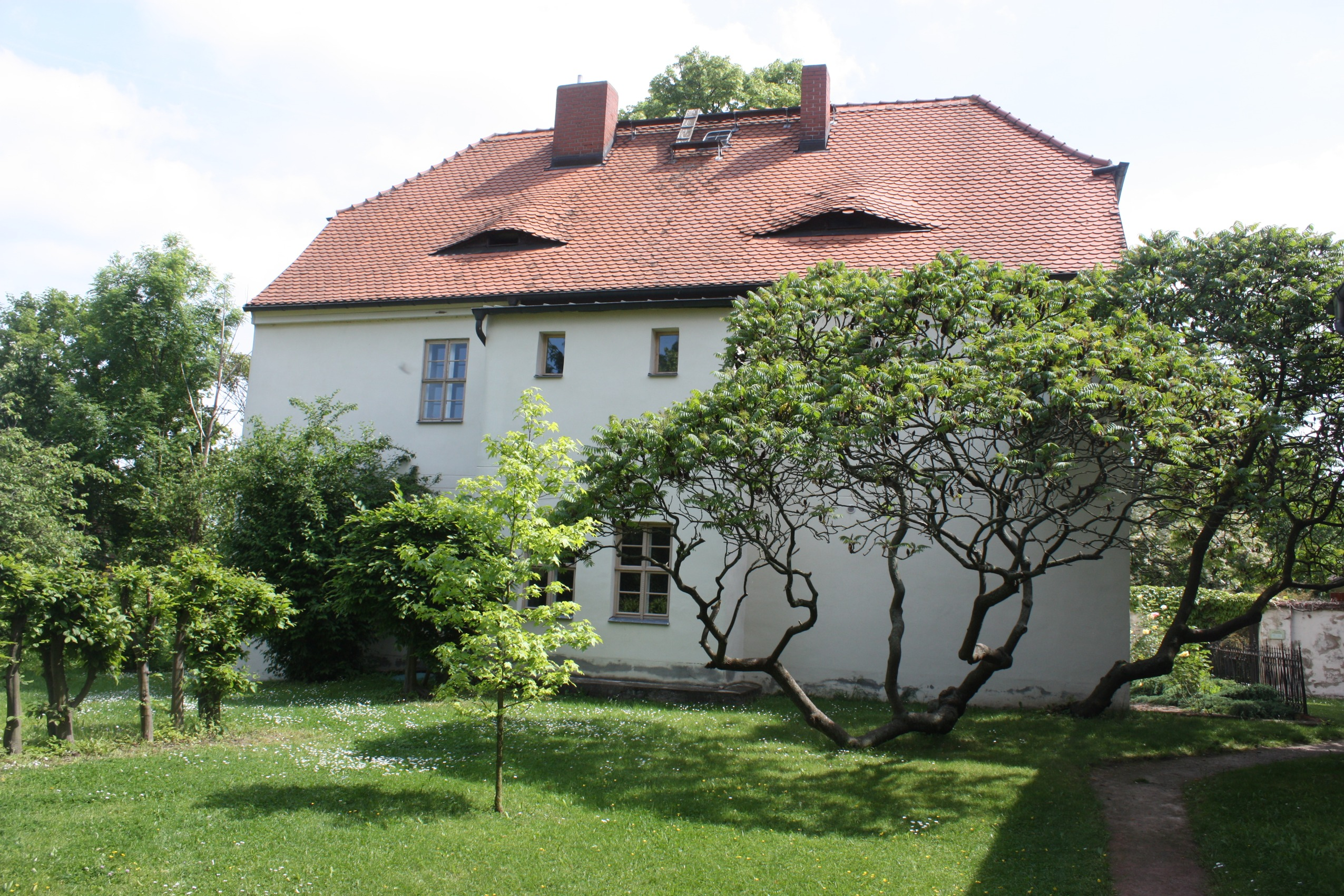
Nietzscheho rodný dům v Röckenu (Lützen)

Friedrich Nietzsche se narodil 15. října 1844 v malé obci Röcken, asi 20 km jihozápadně od Lipska. Jeho rodiče byli luteránský farář a bývalý vychovatel na altenburském dvoře Carl Ludwig Nietzsche (1813–1849) a jeho žena Franziska rozená Oehler (1826–1897). V obou rodinách byla řada protestantských duchovních. Jméno Friedrich dostal Nietzsche po pruském králi Friedrichu Wilhelmu IV., který měl narozeniny ve stejný den. Roku 1846 se narodila jeho sestra Elisabeth. Po smrti otce v r. 1849 a mladšího bratra Ludwiga Josefa (1848–1850) se rodina přestěhovala do Naumburgu nad Saalou.
V letech 1850–1856 žil Nietzsche v naumburské „ženské domácnosti“ s matkou a sestrou, s babičkou, se dvěma neprovdanými tetičkami z otcovy strany a se služebnou; teprve s dědictvím po babičce, která zemřela v r. 1856, mohla matka pořídit vlastní bydlení. Nejdříve chodil Nietzsche do všeobecné chlapecké školy, kde se ale cítil osamělý; pak navštěvoval soukromou školu, kde navázal svá první přátelství, a to s Gustavem Krugem a Wilhelmem Pinderem – oba pocházeli z vážených rodin. Na soukromou školu navázalo od roku 1854 studium na církevní škole v Naumburgu. Zde vyniklo jeho jedinečné hudební a jazykové nadání, takže Nietzsche mohl pokračovat ve studiu na uznávané internátní škole Schulpforta (léta 1858–1864). Zde poznal jako trvalé přátele Paula Deussena a Carla von Gresdorfa. Jeho studijní prospěch byl velice dobrý a přitom si našel ještě čas na psaní básní a komponování. Díky úrovni školy i vyučování a dostupnosti literatury zde mohl značně rozšířit svoje vědomosti. Zejména zde vznikla jeho představa o antice a začal se vytvářet odstup od spíše maloměštácko-křesťanského světa jeho rodiny.

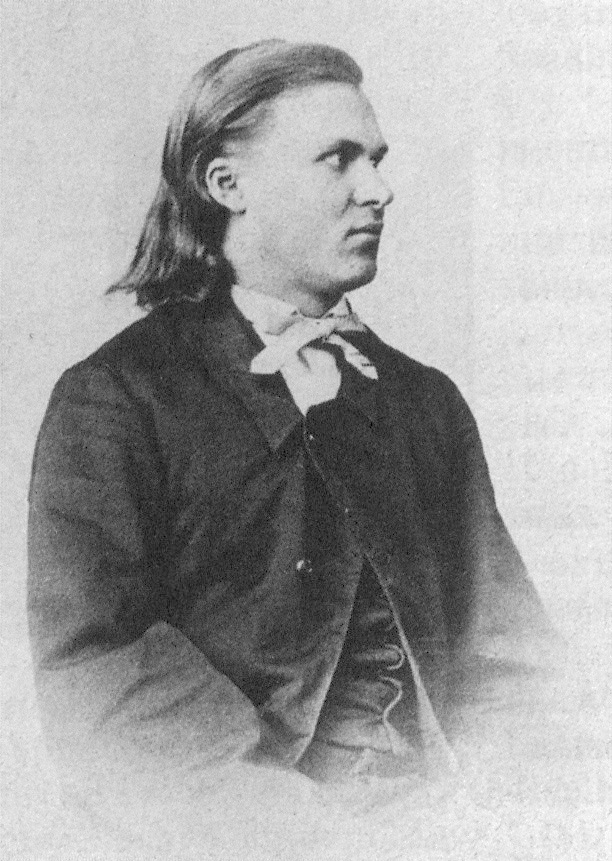
Nietzsche r. 1862

Roku 1864 začal Nietzsche studium protestantské teologie a klasické filologie na univerzitě v Bonnu, kde spolu s Deussenem vstoupil do buršáckého spolku Frankonia; spolkový život se mu ale nezamlouval a brzy spolek opustil. Pilně četl polemiky „mladohegeliánů“, Ludwiga Feuerbacha, D. F. Strausse a Bruno Bauera proti tradičnímu křesťanství. Hned po prvním semestru zanechal studia teologie, což se matce vůbec nelíbilo, ale tím víc se nadchl pro filologii. Studoval ji u Friedricha Ritschela, s nímž roku 1865 odjel do Lipska. Důležitým přítelem se pro Nietzscheho stal Erwin Rohde, s nímž patřil do nejužšího studentského kruhu kolem Ritschela. Z této doby pocházejí jeho první zveřejněné filologické práce.
Roku 1865 se Nietzsche patrně seznámil se solipsismem Maxe Stirnera, ale přiklonil se k filosofii Arthura Schopenhauera a roku 1866 četl „Dějiny materialismu“ F. A. Langelse. Odtud čerpal filosofické nápady, takže se neomezoval pouze na filologii, nicméně pilně pokračoval ve studiu.
Prusko-rakouské válce 1866, v níž Prusové obsadili i Lipsko, se mohl ještě vyhnout, ale v roce 1867 byl odveden a sloužil rok jako dobrovolník pruského dělostřelectva v Norimberku. Po těžkém pádu z koně v březnu 1868 byl uznán neschopným další služby; dobu léčení využil k další filologické práci, v níž pokračoval také v posledním roce studia. Pro budoucnost bylo významné jeho první setkání s Richardem Wagnerem v témže roce.

### Profesor v Basileji (1869–1879)
Za Ritschlovy podpory a s přímluvou W. Vischer-Bilfingera se Nietzsche roku 1868 stal mimořádným profesorem klasické filologie na univerzitě v Basileji, a to ještě před svou promocí. Kromě toho vyučoval na basilejském „Paedagogiu“. Za nejdůležitější poznatek z této doby pokládal zjištění, že antická metrika je založena jen na délce slabik na rozdíl od moderní, postavené na přízvuku.
Na vlastní žádost byl Nietzsche po přestěhování do Basileje propuštěn z pruského státního občanství a do konce života zůstal bez státní příslušnosti. Přesto krátce sloužil jako zdravotník v Prusko-francouzské válce 1870–1871, na německé straně. Založení Německé říše a následující éru Bismarkovu vnímal v podstatě skepticky. Roku 1870 začalo v Basileji Nietzscheho přátelství s kolegou, ateistickým profesorem teologie Franzem Overbeckem, které trvalo až do Nietzscheho zhroucení. Starším a váženým kolegou byl historik Jacob Burckhardt, který však byl vůči Nietzschemu spíše rezervovaný.
Již v r. 1868 se Nietzsche v Lipsku seznámil s Richardem Wagnerem a jeho pozdější ženou Cosimou. Oba velmi uctíval a od začátku svého pobytu v Basileji byl častým hostem v mistrově domě v Tribschenu u Luzernu. Wagner, který byl pro něho po jistou dobu „otcovskou postavou“, ho občas zval do svých nejužších kruhů, především však spoléhal na jeho pomoc při propagaci založení Festspielhausu v Bayreuthu.

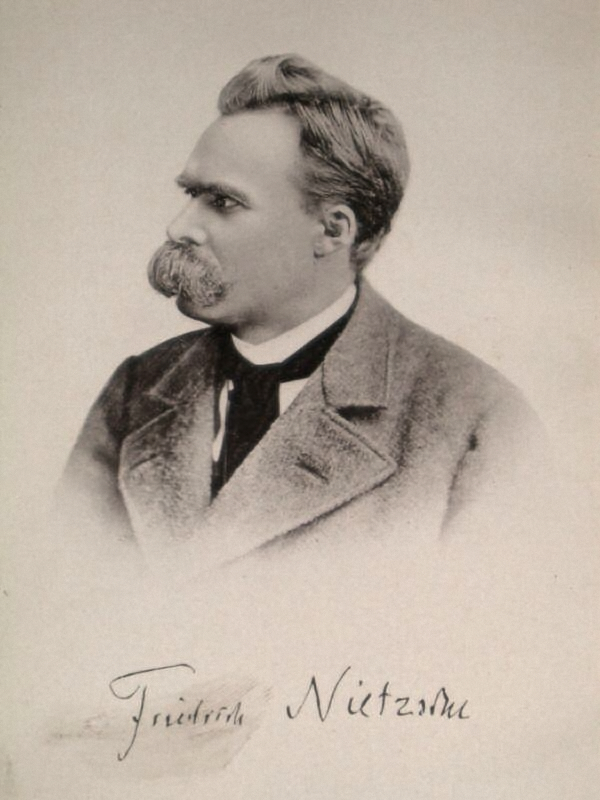
Friedrich Nietzsche

Roku 1872 vydal Nietzsche svou první větší práci Zrození tragédie z ducha hudby, kde na místo exaktní filologické metody nastoupila filosofická spekulace. Jeho filologičtí kolegové včetně Ritschela ji většinou nepochopili a mlčky odmítli, ale díky polemickému článku Filologie budoucnosti! od Ulricha von Wilamowitz-Moellendorffa vznikl krátký veřejný spor, ve kterém Rohde, toho času profesor v Kielu, a dokonce i Wagner Nietzscheho podpořili. Ten si samozřejmě všiml, že se jeho izolace ve filologické oblasti prohlubuje, a už roku 1871 se neúspěšně ucházel o místo profesora filosofie v Basileji, které získal Rudolf Christoph Eucken.
Také jeho čtyři Nečasové úvahy (1873–1876) s kritikou kultury v linii Schopenhauerově a Wagnerově neměly očekávaný ohlas. Ve Wagnerových kruzích se Nietzsche seznámil s Malwidou von Meysenburg, s Hansem Guidem von Bülow a spřátelil se s Paulem Rée, pod jehož vlivem opustil kulturní pesimismus svých prvních prací. Zklamán z prvního festivalu v Bayreuthu roku 1876, kde ho odpudila banalita činohry a nízká úroveň publika, se rozhodl rozejít se s Wagnerem a z nadšeného ctitele se postupně stal jeho rozhodným odpůrcem.
Když vyšlo Lidské, příliš lidské (1878), byl rozchod s Wagnerovou a Schopenhauerovou filosofií zřejmý a také přátelství k Deussenovi a Rohdemu viditelně ochladlo. V této době podnikl Nietzsche několik pokusů najít mladou majetnou ženu, jež by se chtěla vdávat, v čemž ho podporovala hlavně von Meysenburgová. Tyto plány se ale nevydařily. Nemoci, které jej sužovaly od dětství – silná krátkozrakost vedoucí prakticky až ke slepotě, záchvaty migrény a žaludeční potíže sílily, takže si musel brát delší a delší volno od své profesorské práce. Roku 1879 musel kvůli prudkým bolestem hlavy a očí a častému zvracení předčasně odejít do penze.

### Filosof na volné noze (1879–1889)
Jak Nietzsche hledal příznivé podnebí pro své choroby, od roku 1879 hodně cestoval a žil na různých místech jako autor na volné noze; v létě nejčastěji v Sils-Maria v jižním Švýcarsku, v zimě v Itálii (Janov, Rapallo, Turín) a také v Nice. Občas také navštívil svoji rodinu v Naumburgu, kde se střídavě přel a smiřoval se sestrou. Jeho bývalý žák Peter Gast, který mu dělal jakéhosi sekretáře, a Franz Overbeck zůstali jeho nejvěrnějšími přáteli.
Na začátku 80. let se objevily Ranní červánky a Radostná věda, další spisy v aforistickém stylu. Roku 1882 se v Římě seznámil s rusko-německou spisovatelkou a později psychoanalytičkou Lou Andreas-Salomé, zamiloval se do ní a Gastovým prostřednictvím ji požádal o ruku, Lou Salomé však odmítla. Protože se předtím rozešel ve zlém s matkou a sestrou (mj. také proto, že sestra se přičinila, aby se s ním Lou Salomé rozešla), pomýšlel na sebevraždu, ale odjel do Rapalla, kde během deseti dnů napsal první díl Tak pravil Zarathustra. Ten však vyvolal rozpaky i u nejbližších přátel a kromě toho se téměř vůbec neprodával; čtvrtý díl vydal Nietzsche jen ve 40 výtiscích, které rozdával jako dárky.
Roku 1886 vydal vlastním nákladem Mimo dobro a zlo, ale tři předchozí práce vyšly ve druhém vydání a zájem o Nietzscheho ze začal pomalu probouzet. Setkal se se spisovatelem Gottfriedem Kellerem a vyměnil si dopisy s Hippolytem Taine a s Georgem Brandesem, který začal roku 1888 v Kodani o Nietzscheovi přednášet. Roku 1886 jeho sestra, v té době již vdaná za antisemitu Bernharda Förstera, odjela do Paraguaye zakládat „germánskou“ kolonii – což Nietzsche považoval za směšné.

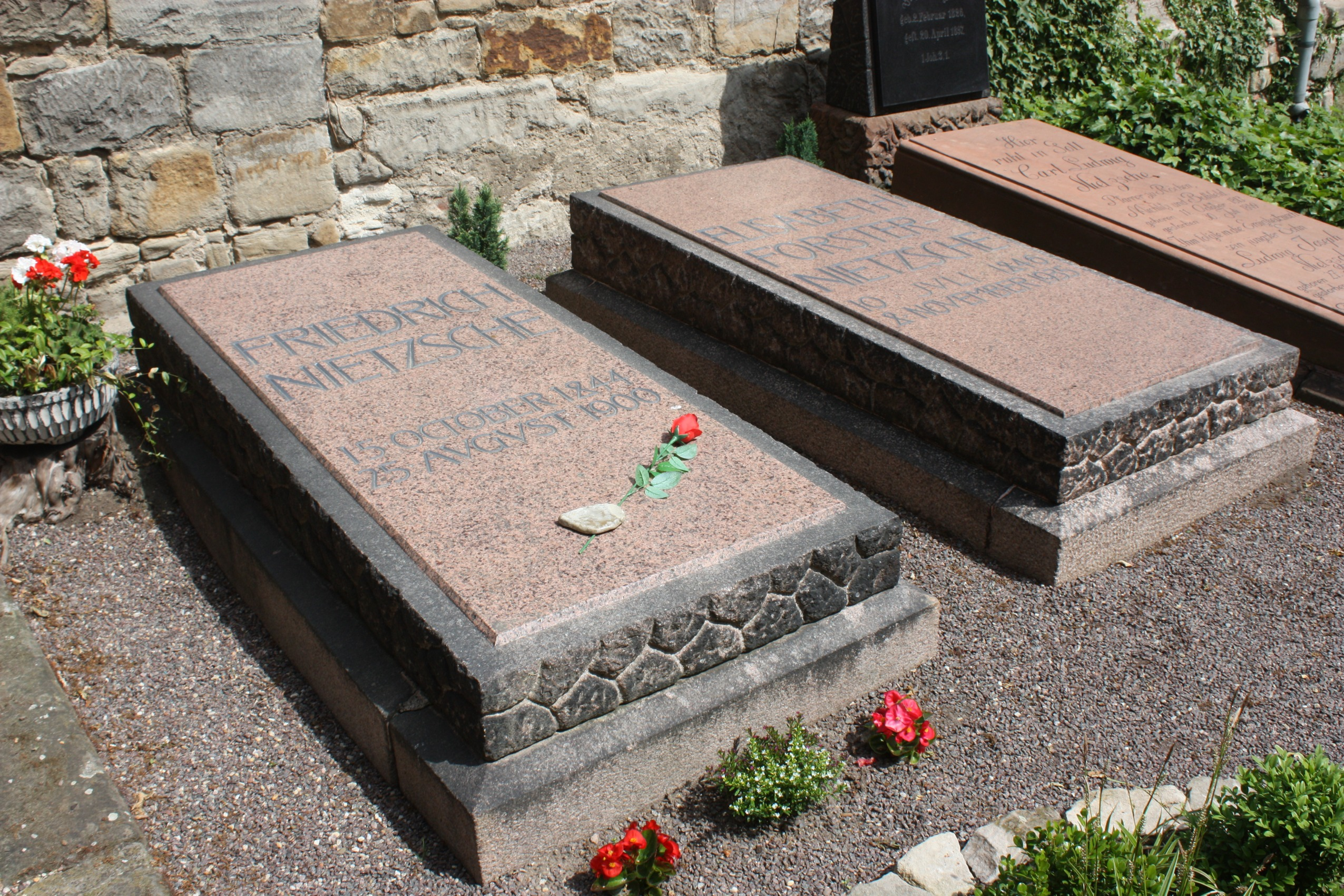
Nietzscheho hrob v Röckenu (Lützen)

Nietzsche ovšem stále zápasil s vracejícími se bolestivými záchvaty, které znemožňovaly delší práci. V krátkém čase napsal roku 1887 polemický spis Genealogie morálky a v roce 1888 pět knih, částečně z obsáhlých poznámek k plánované práci Vůle k moci, a zdálo se, že ho jeho nemoci opustily; v létě měl výbornou náladu. Od podzimu roku 1888 se však v jeho spisech vyskytují příznaky narůstajícího megalomanství; rostoucí počet reakcí na jeho spisy, především na polemiku Případ Wagner z jara toho roku, příliš přeceňoval. O svých 44. narozeninách se po dokončení Soumraku model a zatím staženého Antikrista rozhodl napsat autobiografii Ecce Homo. V prosinci začala korespondence s Augustem Strindbergem a Nietzsche věřil, že stojí před mezinárodním průlomem. Pokusil se odkoupit od svých prvních nakladatelů své staré spisy a chtěl prodávat překlady do nejdůležitějších evropských jazyků. Kromě toho také plánoval zveřejnění překladu Nietzsche contra Wagner a básně Dionysos-Dithyramben.
Začátkem února 1889 se Nietzsche v Turíně duševně zhroutil; dopisy, které posílal blízkým přátelům, ale také například Cosimě Wagnerové a Jacobu Burkhardtovi, byly zjevně pomatené. Nejdříve byl odvezen do ústavu v Basileji a po smrti matky v roce 1897 žil ve Výmaru ve Vile Silberblick (Stříbrný pohled), kde prodělal několik infarktů a dne 25. srpna 1900 zemřel na zápal plic. Za příčinu jeho zhroucení se obvykle pokládá progresivní paralýza jako důsledek syfilis; diagnóza je však nejistá a někteří autoři o ní pochybují.

## Nietzscheho filosofie
Nietzscheho emotivní a místy až vášnivá filosofie je silně poznamenána jeho životním osudem a zároveň stále silnějším pocitem, že právě on musí něco podniknout pro záchranu světa, ohroženého „nihilismem“. Po „smrti Boha“, kterou připravila západní tradice platónismu a křesťanství, žijeme všichni v hluboké lži, protože předstíráme, jako kdyby stále platila křesťanská morálka, ačkoli v ni v hloubi duše nevěříme. V zoufalství nad ztrátou životních hodnot se Nietzsche nadchnul romantickou představou „řeckého ducha“, jak se ji domníval nalézt v antické tragédii. Je to Dionýsos, řecký bůh nespoutané životní síly, který pro něho pravdivě vyjadřuje skutečné postavení člověka ve světě. Člověk může žít z mnohoznačné krásy světa, pokud ovšem přijme život jako nelítostný boj, v němž nakonec musí podlehnout „temnotě“ smrti. Velikost člověka je v tom, že může hrdě vzdorovat a bezohledně prosazovat svoji „vůli k moci“, jejímž cílem musí být překonání člověka čili nadčlověk.
Počátek zkázy evropského lidství viděl Nietzsche v jednoznačném Platónově resp. Sókratově rozhodnutí ve prospěch slunečního boha Apollóna a lživé představy „pravého světa“ po smrti, jež od člověka naopak vyžaduje sebeomezení, soucit se slabšími a domnělou oddanost pravdě jako dennímu světlu rozumu. Tuto lživou orientaci na domnělé dobro a pravdu podle Nietscheho převzalo a mezi lid rozšířilo křesťanství, jež se tak stalo silou nepřátelskou životu. Důsledkem tisíciletého působení tohoto „platónismu pro lid“ je současný nihilismus – popírání sil života pod záminkou morálky a pravdy.
Základním principem Nietzscheho velmi nesystematického filosofování je nelítostná poctivost, jež si nezastírá beznadějnost lidského osudu a „překonává“ ji statečným přijetím té „nejtěžší myšlenky“, epikurejského „věčného návratu téhož“: jelikož svět nemá smysl a jen věčně trvá, musí se člověk smířit s tím, že se v něm všechno opakuje. Zároveň se mu však může vzepřít tím, že přitaká své vůli k moci, že rozvíjí svoji tvořivost, že tvoří své vlastní hodnoty, a tak připravuje cestu k nadčlověku. Tento Nietzscheho titanismus ke konci života přechází v megalomanii, přesvědčení o vlastním spasitelském poslání.

## Odezva
O svých schopnostech i o svém poslání měl Nietzsche zřetelné, i když někdy přemrštěné představy. Po celý život usiloval o „průlom“ a čekal na něj, ale odezva na jeho myšlení začíná právě v době, kdy ji už nemohl vnímat. Jeho pozůstalosti se nejprve ujal přítel Peter Gast, jehož však velmi brzy „odstavila“ paní Elisabeth Förster-Nietzscheová, která si z bratrova díla udělala monopol a dokonce do něho zasahovala, některé části přepisovala a jiné ničila. Tak posmrtně vydaná kniha aforismů Vůle k moci (1901) obsahovala řadu jejích „úprav“, jež byly odhaleny až koncem 20. století. Provedla také opisy dopisů svého bratra, tzv. Urabschriften (prvotní opisy), kde texty úmyslně krátila, opatřovala dopisy jiným datem a snažila se vzbudit dojem, že většina těchto dopisů byla určena právě jen jí.
| „               | Kdo interpretuje Nietzscheho z vytržených citátů, podvádí. (…) V dolech tohoto myslitele se dají najít všechny možné kovy. Nietzsche řekl všechno, a také opak všeho. | “ |
| — Giorgio Colli | |   |

V roce 1930 vypršela autorská práva na knihy Fridricha Nietzscheho, ale nacionálněsocialistický ministr Dr. Wilhelm Frick se postaral o další finanční podporu Elisabeth Förster-Nietzscheové. V roce 1932 povolala Elisabeth Förster-Nietzscheová do čela Nietzscheho archivu nacionálněsocialisticky smýšlejícího profesora filozofie práva Carla Augusta Emgeho a rovněž ostatní spolupracovníci archivu byli nadšenými nacisty. Nacisté se stále více nechávali inspirovat některými myšlenkami Fridricha Nietzscheho a začali je zneužívat ke svým účelům. Kurt Tucholsky k tomu napsal: „Nietzscheho archiv a lidé kolem něho jsou vinni tím, že Nietzscheho světonázor poskytli německým válečným štváčům, ke kteréžto interpretaci ovšem dopomohla vágnost myslitelových textů.“
Adolf Hitler přislíbil během své návštěvy Nietzscheho archivu v roce 1933 finanční příspěvky ze svých soukromých zdrojů a kromě toho nařídil, aby archivu byly poskytnuty i veřejné finanční prostředky.
I když se Nietzsche ze svého života ocenění nedočkal, jeho vliv na myšlení 20. století je zcela mimořádný, ovšem také mnohoznačný. Na jedné straně si autor ve snaze „prorazit“ liboval ve vyhrocených, provokativních formulacích a jeho aforistický styl umožňoval vytrhávání z kontextu a případné zneužití. Tak se Nietzsche na jedné straně antisemitům vysmívá, na straně druhé se však u něho najdou pasáže, které někdy bývají pro svou kritičnost k židovsko-křesťanské tradici interpretovány jako antisemitské. Stejně tak lze nalézt jeho výroky nacionalistické, ale také antinacionalistické: „Býti dobrým Němcem znamená odněmčit se“. Kurt Tucholsky již v r. 1932 poukázal na tento paradox: „Řekni mi, co potřebuješ, a já ti pro to obstarám citát z Nietzscheho“.
Velké oživení zájmu o Nietzscheho přinesla 70. a 80. léta 20. století, kdy se stal hlavní inspirací tzv. postmoderního myšlení. Například Tomáš Halík si jej mimo jiné cení jako myslitele, který „byl vynikajícím demystifikátorem, vášnivě strhávajícím masky iluzí, byl mistrem v ukazování věcí z druhé strany, v objevování opaku toho, čím se mnohé věci zdály být a zač se vydávaly“.

## Vliv
- Na psychoanalýzu
  - na Sigmunda Freuda
  - na C. G. Junga
  - na Ludvíka Binswangera
- Na filosofii:
  - na existencialismus
  - na fenomenologii, především na Martina Heideggera
  - na postmoderní filosofii, zejména na Michela Foucaulta nebo Richarda Rortyho
- Na literaturu:
  - na Ladislava Klímu
  - na Williama Gayleyho Simpsona, především v díle Which Way Western Man?
- Na texty hudby
  - na Jima Morrisona
  - na Marilyna Mansona
  - na Maniaca

## Kritika a shrnutí
Nietzscheho myšlení rozhodně není systematické a lze v něm najít množství rozporů; tak představa „nadčlověka“ předpokládá nějaký vývoj a je ve sporu s „věčným návratem téhož“. Důraz na poctivost se nutně opírá o ideu pravdy, kterou Nietzsche odmítá. V jeho ničivé kritice všeho, čeho si jeho současníci vážili a v co věřili, je zřejmý prvek jakéhosi myšlenkového masochismu. Nietzscheho myšlení i spisy jsou pochopitelně silně ovlivněny dobou, v níž žil: rozpadem Hegelova světa jako „sebeuskutečňování Ducha“, materialismem mladohegelovců, naivně jednoduchým darwinismem, jak jej v Německu šířil Ernst Haeckel, i nepoctivostí wagnerovské předstírané „velikosti“. Zároveň je jeho literární styl – Nietzsche dlouho váhal mezi filosofií a literaturou – silně poplatný romantismu a jeho jazyk, zejména v díle Tak pravil Zarathustra, se nápadně podobá jazyku Lutherova překladu Bible.
Přesto je Nietzscheho dílo dodnes velmi živé, a to přinejmenším z těchto důvodů:
- Nietzscheho nelítostná, až sebezničující „poctivost“ skutečně ukázala, že v evropském duchovním životě posledních staletí je mnoho předstírání, dle Nietzscheho řečeno „model“.
- Nietzsche byl mimořádně citlivý člověk a viděl věci, které jiní začali objevovat až mnohem později, často díky jeho inspiraci; sem patří například psychoanalýza, kritika moderního státu jako „studeného monstra“, hrůza z přicházejícího „nihilismu“ apod.
- Když Nietzsche o sobě říká, že „filosofuje kladivem“, chce říci, že zkouší, co v evropském myšlenkovém dědictví tuto zkoušku přežije. Po sto letech se zdá, že toho není tak málo, díky němu si však filosofové i kazatelé začali dávat větší pozor na to, co říkají a slibují.
- Ostrá kritika morálky jistě přispěla k mravnímu uvolnění, znamenala však také velké osvobození a vyčištění vzduchu.
- Přes všechen zdánlivý materialismus Nietzsche dává jasně najevo, že člověk není cílem sám o sobě, ale že jeho posláním je „překročit sám sebe“.
- Konečně Nietzsche také připomněl, že život je z povahy věci nebezpečný a že člověk vždycky potřebuje odvahu a statečnost. Kdo to odmítá, pro toho má Nietzsche jen své „pohrdání“.[6]

## Dílo
- Die Geburt der Tragödie aus dem Geiste der Musik (Zrození tragédie z ducha hudby) 1872
- Unzeitgemässe betrachtungen (Nečasové úvahy) 1872
- Menschliches, Allzumenschliches (Lidské, příliš lidské) 1878
- Morgenröte (Ranní červánky) 1881
- Die fröhliche Wissenschaft (Radostná věda) 1882
- Also sprach Zarathustra (Tak pravil Zarathustra) 1885
- Jenseits von Gut und Böse (Mimo dobro a zlo) 1886
- Zur Genealogie der Moral (Genealogie morálky) 1887
- Der Fall Wagner (Případ Wagner) 1888
- Götzen-Dämmerung (Soumrak model aneb Jak se filosofuje kladivem) 1889
- Nietzsche contra Wagner 1889
- Dionysos-Dithyramben 1889
- Der Antichrist (Antikrist) 1895
- Ecce Homo 1898 – Pokus o autobiografii, titul je narážka na slova, jimiž Pontius Pilatus představoval davu zbičovaného Krista.

### Kritické vydání
Kritické vydání Nietzscheova díla začalo vycházet teprve v roce 1967. Vydavatelé Coli a Montinari je rozdělili do dvou řad, Dílo (KGW, 18 sv.) a Dopisy (KGB, 23 sv.). Roku 1980 vyšlo kratší studijní vydání, které se označuje zkratkou KSA a KSB.
Sebrané spisy – úplné, bohatě komentované vydání:
- Werke. Kritische Gesamtausgabe, zkratka: KGW (také KGA), vyd. Giorgio Colli a Mazzino Montinari. Berlin a New York 1967nn.
- Briefe. Kritische Gesamtausgabe, zkratka: KGB, vyd. Giorgio Colli a Mazzino Montinari. Berlin a New York 1975–2004

Studijní vydání – paperback:
- Sämtliche Werke. Kritische Studienausgabe in 15 Bänden, zkratka: KSA, vyd. Giorgio Colli a Mazzino Montinari. München a New York 1980. ISBN 3-423-59065-3
- Sämtliche Briefe. Kritische Studienausgabe, zkratka: KSB, vyd. Giorgio Colli a Mazzino Montinari. München a New York 1986. ISBN 3-423-59063-7

### Nietzsche v češtině
- Antikrist: přehodnocení všech hodnot. Olomouc: Votobia, 2001 – 126 s. ISBN 80-7198-481-7
- Dionýské dithyramby a jiné básně. Praha: Aurora, 1998 – 163 s. ISBN 80-85974-45-2
- Genealogie morálky: polemika. Praha: Aurora, 2002 – 147 s.; 22 cm ISBN 80-7299-048-9
- Mimo dobro a zlo: předehra k filosofii budoucnosti. Praha: Aurora, 2003 – 199 s.; 21 cm ISBN 80-7299-067-5
- My filologové. Praha: Oikumené, 2005 – 157 s.; 21 cm ISBN 80-7298-126-9
- Nečasové úvahy. Praha: Oikumené, 2005 – 295 s.; 22 cm ISBN 80-7298-134-X
- O pravdě a lži ve smyslu nikoli morálním. Praha: Oikumené, 2007 – 59 s. ISBN 978-80-7298-281-3
- Radostná věda. Praha: Aurora, 2001 – 259 s.; 21 cm ISBN 80-7299-043-8
- Ranní červánky: myšlenky o morálních předsudcích. Praha: Aurora, 2004 – 254 s. ISBN 80-7299-077-2
- Soumrak model, čili Jak se filosofuje kladivem. Olomouc: Votobia, 1995 – 194 s. ISBN 80-85885-33-6
- Tak pravil Zarathustra. Olomouc: Votobia, 1995 – 367 s. ISBN 80-85885-79-4

### Na internetu
- Nietzschesource – úplné vydání Coli-Montinari s vyhledávačem
- Unzeitgemässe Betrachtungen, 1873–1876 KSA 1 und 2
  - David Strauß, der Bekenner und der Schriftsteller, 1873
  - Vom Nutzen und Nachteil der Historie für das Leben, 1874
  - Schopenhauer als Erzieher, 1874
  - Richard Wagner in Bayreuth, 1876
- Menschliches, Allzumenschliches – Ein Buch für freie Geister (mit zwei Fortsetzungen), 1878–1880 KSA 2
- Morgenröte – Gedanken über die moralischen Vorurteile, 1881 KSA 3
- Idyllen aus Messina, 1882 KSA 3
- Die fröhliche Wissenschaft („la gaya scienza“) , 1882 KSA 3
- Also sprach Zarathustra – Ein Buch für Alle und Keinen, 1883–1885 KSA 4
- Jenseits von Gut und Böse – Vorspiel einer Philosophie der Zukunft, 1886 KSA 5
- Zur Genealogie der Moral – Eine Streitschrift, 1887 KSA 5
- Der Fall Wagner – Ein Musikanten-Problem, 1888 KSA 6
- Götzen-Dämmerung oder Wie man mit dem Hammer philosophiert[nedostupný zdroj], 1889 KSA 6
- Der Antichrist – Fluch auf das Christentum, 1895 KSA 6
- Antikrist (kniha, česky)
- Nietzsche contra Wagner, 1895 KSA 6
- Ecce Homo – Wie man wird, was man ist, 1908 KSA 6